# The Greg Kihn Band
La The Greg Kihn Band è un gruppo musicale statunitense formata dal chitarrista e cantante Greg Kihn e dal bassista Steve Wright. Tra i loro singoli più famosi ci sono The Breakup Song (They Don't Write 'Em) e Jeopardy.

## Storia
La formazione iniziale della The Greg Kihn Band includeva Robbie Dunbar alla chitarra e Larry Lynch alla batteria. Greg e Steve sono stati gli unici due membri permanenti da quando la band si formò alla fine degli anni settanta. Il tastierista Gary Philips ne divenne membro nel 1981.
Nel 2005 il figlio di Greg Kihn, Ry Kihn, si unì alla band. Nel 2008 vi entrò il chitarrista Robert Berry.
Nel 2024 è morto Greg Kihn, che da qualche anno era affetto dalla malattia di Alzheimer.

## Discografia

### Album
- 1975 - Greg Khin
- 1978 - Next of Kihn
- 1979 - With the Naked Eye
- 1980 - Glass House Rock
- 1981 - Rockihnroll
- 1982 - Kihntinued
- 1983 - Kihnspiracy
- 1984 - Kihntagious
- 1985 - Citizen Kihn
- 1986 - Love & Rock & Roll

### Singoli
- 1978 - Remember
- 1981 - The Breakup Song (They Don't Write 'Em)
- 1981 - Sheila
- 1981 - The Girl Most Likely
- 1982 - Testify
- 1982 - Happy Man
- 1983 - Jeopardy
- 1983 - Love Never Fails
- 1984 - Reunited
- 1984 - Rock
- 1985 - Lucky
- 1985 - Boys Won't (Leave the Girls Alone)
- 1986 - Love and Rock & Roll

## Formazione

### Formazione attuale
- Steve Wright - basso elettrico
- Robert Barry - basso elettrico
- Ry Kihn - tastiera

### Ex componenti
- Greg Kihn - voce, chitarra
- Dave Carpender - chitarra
- Gary Philips - tastiera
- Larry Lynch - batteria
- Joe Satriani - chitarra
- Greg Douglas - chitarra
- Robbie Dunbar - chitarra
- Dennis Murphy - basso elettrico